# Deportes ecuestres en los Juegos Olímpicos de Londres 2012 – Doma por equipos
El evento doma por equipos de hípica en los Juegos Olímpicos de Londres 2012 tuvo lugar entre el 2 al 7 de agosto en Greenwich Park.

## Horario
Todos los horarios están en Tiempo Británico (UTC+1)
| Fecha                                                    | Tiempo | Ronda              |
| -------------------------------------------------------- | ------ | ------------------ |
| Jueves, 2 de agosto de 2012 Viernes, 3 de agosto de 2012 | 11:00  | Grand Prix         |
| Martes, 7 de agosto de 2012                              | 10:00  | Grand Prix Special |

## Resultados
| Rank              | Jinete                                                                                      | Caballo                          | Pts. GP              | Pts. GP             | Pts. GPS             | Pts. GPS           | Promedio  |
| Rank              | Jinete                                                                                      | Caballo                          | Promedio individual  | Promedio del Equipo | Promedio Individual  | Promedio de equipo | Promedio  |
| ----------------- | ------------------------------------------------------------------------------------------- | -------------------------------- | -------------------- | ------------------- | -------------------- | ------------------ | --------- |
| Medalla de oro    | Reino Unido (GBR) · Carl Hester · Laura Bechtolsheimer · Charlotte Dujardin                 | Uthopia Mistral Hojris Valegro   | 77.720 76.839 83.663 | 79.407              | 80.571 77.794 83.286 | 80.550             | 79.979    |
| Medalla de plata  | Alemania (GER) · Dorothee Schneider · Kristina Sprehe · Helen Langehanenberg                | Diva Royal Desperados Damon Hill | 76.277 79.119 81.140 | 78.845              | 77.571 76.254 78.937 | 77.587             | 78.216    |
| Medalla de bronce | Países Bajos (NED) · Anky van Grunsven · Edward Gal · Adelinde Cornelissen                  | Salinero Undercover Parzival     | 73.343 75.395 81.687 | 76.809              | 74.794 75.556 81.968 | 77.439             | 77.124    |
| 4                 | Dinamarca (DEN) · Anne van Olst · Anna Kasprzak · Nathalie Zu Sayn-Wittgenstein             | Clearwater Donnperignon Digby    | 71.322 75.289 74.924 | 73.845              | 72.016 73.794 75.730 | 73.847             | 73.846    |
| 5                 | Suecia (SWE) · Minna Telde · Tinne Vilhelmson · Patrik Kittel                               | Santana Don Auriello Scandic     | 67.477 74.271 74.073 | 71.940              | 72.270 74.063 74.079 | 73.471             | 72.706    |
| 6                 | Estados Unidos (USA) · Jan Ebeling · Tina Konyot · Steffen Peters                           | Rafalca Calecto V Ravel          | 70.243 70.456 77.705 | 72.801              | 69.302 70.651 76.254 | 72.069             | 72.435    |
| 7                 | España (ESP) · Jose Daniel Martin Dockx · Morgan Barbancon Mestres · Juan Manuel Munoz Diaz | Grandioso Painted Black Fuego    | 69.043 72.751 75.608 | 72.467              | 69.286 71.556 75.476 | 72.106             | 72.287    |
| 8                 | Polonia (POL) · Michal Rapcewicz · Beata Stremler · Katarzyna Milczarek                     | Randon Martini Ekwador           | 66.915 69.422 69.271 | 68.536              | No avanzó            | No avanzó          | No avanzó |
| 9                 | Australia (AUS) · Kristy Oatley · Lyndal Oatley · Mary Hanna                                | Clive Sandro Boy Sancette        | 68.222 69.377 67.964 | 68.521              | No avanzó            | No avanzó          | No avanzó |
| -                 | Canadá (CAN) · Jacqueline Brooks · David Marcus · Ashley Holzer                             | D’Niro Capital Breaking Dawn     | 68.526 EL 71.809     | EL                  | No avanzó            | No avanzó          | No avanzó |